# Karlheinz Baumann

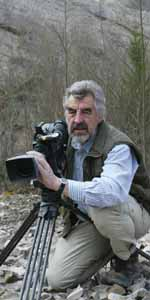
Karlheinz Baumann, 2003

Karlheinz Baumann (* 15. Februar 1938 in Gomaringen) ist Produzent, Autor, Naturfilmer und Naturfotograf. Themen sind Myxomyceten (Schleimpilze), Orchideen, Pilze, Insekten und die Ökologie von Tieren und Pflanzen der Schwäbischen Alb. Sein botanisch-mykologisches Autorenkürzel lautet „K.Baumann“.
Ein besonderes Interesse Karlheinz Baumanns gilt den Schleimpilzen (Myxomyceten). Bereits einer seiner ersten Filme „Tierpflanze oder Pflanzentier“ – vor über dreißig Jahren gedreht – behandelte diese ungewöhnlichen Lebewesen. Baumann gilt als weltweit anerkannter Experte. Er kann mit ca. 4000 Schleimpilzen auf eine der umfangreichsten Sammlungen überhaupt verweisen. Das von ihm mit Hermann Neubert und Wolfgang Nowotny im Eigenverlag herausgegebene dreibändige Kompendium Die Myxomyceten Deutschlands und des angrenzenden Alpenraumes unter besonderer Berücksichtigung Österreichs gilt als Standardwerk.

## Biographie
Nach der kaufmännischen Ausbildung folgte eine Tätigkeit als selbständiger Kaufmann bis 1976. Bereits in der Jugend beschäftigte er sich mit Film und Fotografie. Erste vollständige Dokumentarfilme und Fotos veröffentlichte er in den 1970er Jahren. Seit 1977 arbeitet Baumann haupt- und freiberuflich als Produzent, Autor, Naturfilmer und -fotograf. Seither stellte er über 70 Filme her. Dabei waren die Schwerpunkte: Dokumentationen zu Orchideen, Pilzen, Myxomyceten (Schleimpilze, siehe „Als wären sie nicht von dieser Welt – Der unmögliche Lebenswandel der Schleimpilze“), Insekten sowie Tieren, Pflanzen und Ökologie der Schwäbischen Alb, Zeitraffer-Aufnahmen. Er fertigte auch Auftragsarbeiten u. a. für ZDF, WDR, SWR, NDR, Arte und das Institut für Film und Bild. Seit Jahren arbeitet er intensiv zusammen mit dem Wissenschafts-Redakteur Volker Arzt für verschiedene Fernseh-Produktionen (z. B. TERRA X), Veröffentlichungen u. a. in den Zeitschriften GEO, natur + kosmos, Kraut und Rüben; Buchpublikationen. Im Jahre 1992 gründete er den Karlheinz Baumann Verlag.

## Werke

### Bücher
- Hermann Neubert, Wolfgang Nowotny, Karlheinz Baumann: Die Myxomyceten Deutschlands und des angrenzenden Alpenraumes unter besonderer Berücksichtigung Österreichs. Band 1: Ceratiomyxales, Echinosteliales, Liceales, Trichiales. Karlheinz Baumann Verlag, Gomaringen 1993. (343 S., 192 Farbfotos, 158 Zeichnungen, 96 rasterelektromikroskopische Aufnahmen)
- Hermann Neubert, Wolfgang Nowotny, Karlheinz Baumann, unter Mitarbeit von Heidi Marx: Die Myxomyceten Deutschlands und des angrenzenden Alpenraumes unter besonderer Berücksichtigung Österreichs. Band 2: Physarales. Karlheinz Baumann Verlag, Gomaringen 1995. (368 S., 208 Farbfotos, 165 Zeichnungen, 108 rasterelektromikroskopische Aufnahmen)
- Hermann Neubert, Wolfgang Nowotny, Karlheinz Baumann, unter Mitarbeit von Heidi Marx: Die Myxomyceten Deutschlands und des angrenzenden Alpenraumes unter besonderer Berücksichtigung Österreichs. Band 3: Stemonitales. Karlheinz Baumann Verlag, Gomaringen 2000. (391 S., 180 Farbfotos, 221 Zeichnungen, 180 rasterelektromikroskopische Aufnahmen)
- Peter Baumann, Karlheinz Baumann: Das Geheimnis der Orchideen. Hoffman u. Campe, Hamburg 1988.

### Filme

#### Pilze
- Die wunderbare Welt der Pilze.(ca. 45 Min.) Dokumentarfilm 2005, mit Volker Arzt

#### Insekten
- Königin für einen Sommer. Organisation und Lebensweise eines einjährigen Inseketenstaates. (43 Min.); (Queen for a Summer. The fascinating Life of Bumble Bees.)
- Das Eigenheim im Schneckenhaus. Organisation und Lebensweise solitär lebender Insekten. (13 Min.)
- Im Libellenrevier. Revierverhalten der Prachtlibellen. (10 Min.)
- … soweit die Flügel tragen Schmetterlinge auf Wanderschaft. (43 Min.) (As Far as Wings will Carry. Butterflies on the Tramp.)

#### Blütenpflanzen
- Der Herr der Blüten. Einstieg in das Thema „Blütenpflanzen“. (43 Min.)
- Der Aronstab. Das Kesselfallenprinzip sichert die Bestäubung durch kleine Insekten. (15 Min.)
- Grüne Lippen. Verführungskünste der Orchideen. Die besonderen Bestäubungsmechanismen der Orchideen. (11 Min.)
- Orchideen – blühende Fantasien. Die Vielfalt der Orchideen in Form, Farbe und Zeichnung. (11 Min.)

#### Ökologie
- Leben nach dem Bergrutsch. Ein zerstörter Lebensraum wird neu besiedelt. (28 Min.)
- Streuobst. Ein ökologisch wertvoller Lebensraum – die Streuobstwiese. (14 Min.)
- Nisthilfe für Hautflügler. Ökologische Bedeutung der Wildbienen. (13 Min.)
- Als wären sie nicht von dieser Welt. Der unmögliche Lebenswandel der Schleimpilze. (43 Min.); (Like nothing on Earth. The Incredible Life of Slime Moulds.), mit Volker Arzt

#### Gemeinschaftsproduktionen
- Karlheinz Baumann, Jürgen Roller: Hengstparade in Marbach. Leistungs- und Unterhaltungsschau des Gestüts Marbach. (30 Min.)
- Karlheinz Baumann, Jürgen Roller: Sanftmut, Rasse und Temperament – Das Vollblutaraberpferd. Die Zucht des Vollblutarabers im Landgestüt Marbach. (20 Min.)
- Karlheinz Baumann, Volker Arzt: Die wunderbare Welt der Pilze. (DVD, 43 Min.)
- Karlheinz Baumann, Jürgen Roller: Vom Streuobst zum Most. (DVD, 24 Min.)
- Karlheinz Baumann, Volkmar Wirth: Flechten. Was sie sind – wie sie leben (DVD)

## Preise, Auszeichnungen und Nominierungen
- Bewertung von 14 Kurzfilmen mit dem Prädikat „besonders wertvoll“ durch die Filmbewertungsstelle in Wiesbaden
- Internationaler Agrarfilm-Wettbewerb, Berlin 1984 „Goldene Ähre für Mutterkorn – eine Geisel im Mittelalter“
- Deutscher Wirtschaftsfilmpreis 1984
- Naturfilmfestival Biovision Düsseldorf 2000, Goldener Nautilus
- Wildlife Europe 1999 Sundsvall (Schweden), Innovations Award
- Internationales Naturfilmfestival NATURALE Bad Dürkheim 1999
- Friedrich-Wilhelm-Murnau Kurzfilmpreis 1995
- Nominierung für den Deutschen Kurzfilmpreis vom Minister des Innern 1986 und 1988
- Deutscher Kurzfilmpreis 1999
- International Biennial of Scientific Film UNICAJA 2000 Ronda (Spanien)
- 23. International Wildlife Film Festival Missoula (USA) 2000
- Worldmediafestival Hamburg 2001
- Ökomedia 2002 Goldener Luchs, Bester Naturfilm
- International Biennial of Scientific Film UNICAJA 2002 Ronda (Spanien)
- The New York Festival 2002
- Techfilm 2002 (Hradec Králové/Tschechien)
- Prix Leonardo 2003 Parma (Italien)
- 6. Internationales japanisches Naturfilm Festival 2003
- Festival International der L'Emission Scientifique de Television (image & science 2003)
- Görlitzer Meridian Naturfilmpreis 2011